# Iacov Knaani
Yaakov Knaani (născut Iankev Koifman; în ebraică יעקב כנעני; n. 15 iunie 1894, Hîncești, gubernia Basarabia, Imperiul Rus – d. 1978, Ierusalim, Israel) a fost un evreu basarabean, lingvist și lexicograf israelian, autor al dicționarului explicativ al limbii ebraice în 18 volume (אוצר הלשון העברית לתקופותיה השונות).

## Biografie
S-a născut în târgul Hîncești din ținutul Chișinău, gubernia Basarabia (Imperiul Rus), tatăl său Moișe Arn Koifman era adept al hasidismului. A crescut la Bolgrad, unde a primit o educație evreiască tradițională. A absolvit Universitatea din Viena, în același timp a studiat semitologia la seminarul profesorilor evrei Pedagogium sub îndrumarea rabinului-șef al Vienei, Zwi Perez Chajes. În 1925 a emigrat în Palestina, unde s-a stabilit la Ierusalim și și-a continuat studiile la Universitatea Ebraică.
După absolvire a lucrat timp de zece ani ca secretar științific al comitetului de redacție al marelui dicționar ebraic Ben Yehuda, sub îndrumarea profesorilor Moshe Zvi Segal și Naftali Herz Tur-Sinai, în același timp, a fost asistent al lui Haim Yeshua Kosovsky, în lucrarea de proiectare a „Mișna și Tosefta”, precum și asistent al lu Aaron Meir Mazie în proiectul „Dicționarului de terminologie a științelor medicale și naturale”. În acești ani, Knaani a publicat o concordanță a literaturii liturgice, o bibliografie a evreiștilor austrieci Moses Schulbaum și Eliezer Ben-Yehuda.
În 1960 a început publicarea dicționarului colegial de ebraică multivolum. Au fost planificate 9 volume, dar deja în anii 1960, au fost publicate 11 volume și în următoarele două decenii, au fost publicate încă 7, ultimele două după moartea compilatorului. Volumul total al publicației a fost de 6164 de pagini, făcându-l astfel cel mai voluminos dicționar ebraic. Dicționarul a inclus lexeme din toate perioadele de dezvoltare a limbajului, inclusiv învechite și arhaisme, împrumuturi aramaice, argou și idiome.